# Макаровка (Стародубский район)
Макаровка — деревня в Стародубском муниципальном округе Брянской области.

## География
Находится в южной части Брянской области на расстоянии приблизительно 15 км на юг по прямой от районного центра города Стародуб.

## История
Основана в середине XVIII века, бывшее владение Миклашевских. Входила во 2-ю полковую сотню Стародубского полка. В середине XX века работал колхоз «Красный моряк». В 1859 году здесь (деревня Стародубского уезда Черниговской губернии) было учтено 10 дворов, в 1892 — 26. До 2019 года входила в состав Занковского сельского поселения, с 2019 по 2020 в состав Понуровского сельского поселения Стародубского района до их упразднения.

## Население
Численность населения: 68 человек (1859 год), 140 (1892), 39 человек в 2002 году (русские 97 %), 17 в 2010.